# Nad Afganistanem Bóg już tylko płacze
Nad Afganistanem Bóg już tylko płacze – powieść Siby Shakib, urodzonej i wychowanej w Teheranie, w Iranie aktywnej politycznie pisarki i autorki filmów dokumentalnych piszącej w języku niemieckim. Książkę, wydaną w 2001 roku w języku niemieckim przetłumaczono na 27 języków i nagrodzono nagrodą P.E.N.. Książka, oparta na prawdziwej historii, stała się tak sławna, że nazywano organizacje czy przedszkola imieniem jej głównej bohaterki, Shrin-Gol W Polsce książkę wydano w 2003 roku 1971 (tłumaczenie – Anna Kryczyńska). Pozycja została wydana przez Warszawskie Wydawnictwo Literackie Muza, w formacie A5, zawiera 300 stron.

## Opis książki
Książka ta, którą pisząca po niemiecku Iranka Siba Shakib poświęca ludziom wolnym oraz zniewolonym, ma motto z Alberta Einsteina Pokój nie rodzi się przy użyciu siły tylko dzięki porozumieniu. Autorka przedstawia w niej prawdziwą historię afgańskiej kobiety, Shirin-Gol, której dzieciństwo naznaczyła walka ojca i braci z Rosjanami. Niemniej ważnym jednak dla jej poczucia własnej wartości okazuje się czas, jaki spędziła ona ucząc się w szkole czytać i pisać. Ta młodziutka dziewczyna, bardzo wcześnie poślubiwszy jednego z wojowników, zmuszona jest do ciągłej tułaczki, najpierw podczas walk o władzę mudżahedinów, a potem żyjąc w reżymie wprowadzonym przez talibów. Bohaterka przekracza granice to przebywając w obozie uchodźców w Pakistanie, to stając się emigrantką w Iranie (najpierw pełnym współczucia, z czasem odrzucającym Afganów). W międzyczasie rośnie jej rodzina. Przedmiotem czułej troski Shirin-Gol stają się też dzieci poczęte z gwałtu, czy z oddania się za cenę utrzymania rodziny przy życiu. Shirin-Gol przejmuje też z miłością opiekę nad swoim doświadczonym kalectwem, a w miarę upływu lat uzależnionym też od opium mężem.